# آلبرتو سوپیکی
آلبرتو سوپیکی (انگلیسی: Alberto Suppici; زاده ۲۰ نوامبر ۱۸۹۸ – درگذشته ۲۱ ژوئن ۱۹۸۱) بازیکن فوتبال اهل اروگوئه بود.
از باشگاه‌هایی که در آن بازی کرده‌است می‌توان به باشگاه فوتبال ناسیونال اروگوئه اشاره کرد.